# Тюнтюгур (озеро)
Тюнтюгу́р, Тимтуи́р (каз. Тімтуір) — бессточное озеро на северо-востоке Карасуского района Костанайской области Казахстана примерно в 18 км к востоку от села Карасу. Входит в Койбагар-Тюнтюгурскую систему озёр.

## Описание
Озеро Тюнтюгур расположено на северо-западной оконечности Казахского мелкосопочника. В озеро впадает река Тюнтюгур. С восточной стороны отделено узким перешейком шириной около 1 км от озера Жаншура. На северном берегу озера находится село Тюнтюгур, на южном — заброшенное село Кабантай.
Площадь озера составляет около 54,3 км², и может существенно меняться в зависимости от сезонных колебаний уровня воды. Средняя глубина — 1,6 м, наибольшая — 3 м. Расположено на высоте 203,1 м. Восточный берег высокий (примерно 4,5 м) и обрывистый, южный берег низменный и глинистый. Вдоль береговой линии растёт тростник. Дно илистое, толщина ила — 25-30 см. Объём воды — 0,08 км³. Площадь водосборного бассейна — 3570 км².
Озеро Тюнтюгур, как и вся Койбагар-Тюнтюгурская система озёр, расположено в Тюнтюгурской впадине. Эта котловина связана с ложбиной, сформированной в результате тектонических процессов и эрозии и позднее заполненной мезокайнозойскими отложениями. Котловина озёр имеет высокие береговые обрывы — 3-4 м, в некоторых местах — до 10 м.
Вода озера используется для орошения. Земли сельскохозяйственного значения в окрестностях подвергаются распашке, вследствие чего усилилось заполнение озера наносными отложениями. Питание озера преимущественно снеговое за счёт весеннего стока талых вод по реке Тюнтюгур. Зимой озеро замерзает. В засушливые годы озеро полностью пересыхает.

## Природа
Наиболее массовыми из гнездящихся на озёрах 39 видов водоплавающих и околоводных птиц являются серый гусь, кряква, серая утка, чирок-трескунок, красноголовый нырок, хохлатая чернеть, лысуха. 13 видов птиц занесены в красный список Международного союза охраны природы как находящиеся в критической опасности, в том числе стерх и кречётка. В озере обитают 8-10 видов рыб, нуждающихся в охране среди которых нет.
В 2009 году озеро в составе Койбагар-Тюнтюгурской системы озёр было включено в перечень водно-болотных угодий международного значения подпадающих по действие Рамсарской конвенции. Кроме того постановлениями Правительства Республики Казахстан Койбагар-Тюнтюгурская система озёр включена в перечень объектов охраны окружающей среды, имеющих особое экологическое, научное и культурное значение (2005 год), и список водных объектов природно-заповедного фонда Республики Казахстан (2006 год).
К 2030 году запланировано создание государственного природного заказника регионального значения «Тюнтюгур-Жаншура».